# 克里斯托弗·伊諾霍佛
克里斯托夫·伊諾霍佛（德語：Christof Innerhofer，1984年12月17日—），義大利男子高山滑雪運動員，曾获得2011年世界盃超大曲道冠軍。

## 生平
2006年11月在世界盃首次亮相，並在2008年12月28日於博爾米奧的滑降賽贏得首場賽事。

## 外部連結
- 克里斯托弗·伊諾霍佛在國際滑雪總會
- FIS-ski.com – World Cup season standings – Christof Innerhofer
- Ski-db.com （页面存档备份，存于） – results – Christof Innerhofer
- 官方网站 （德文）
- Italian Winter Sports Federation – (FISI) – alpine skiing – Christof Innerhofer – （意大利文）
- Rossignol Skis – athletes – Christof Innerhofer